# Pierre Madros
Le Père Pierre Madros (Peter Madros), né le 7 octobre 1949 à Jérusalem et mort le 18 décembre 2019 dans la même ville, est un prêtre palestinien du Patriarcat latin de Jérusalem, conseiller de Mgr Fouad Twal. Il est docteur en théologie biblique de l'université pontificale Urbaniana.

## Biographie
En 1962, il rentre au petit séminaire de Beit Jala et est ordonné prêtre en 1972 dans la Co-cathédrale du Saint-Nom-de-Jésus de Jérusalem par le patriarche Yaacoub Beltritti.
Il devient prêtre paroissial à Ader en Jordanie puis est envoyé à Malakal, capitale du Sud-Soudan, puis est transferé à Rome.
Pierre Madros est impliqué dans le processus de paix israelo-palestinien,, notamment dans la protection des dernières communautés chrétiennes de Palestine.
Il intervient fréquemment dans des médias francophones sur des problèmes liés à Israël et à la coexistence entre Musulmans et Chrétiens,.
Il est décédé à Jérusalem le 18 décembre 2019.

## Ouvrages
- Traduction des Psaumes en langue arabe, 1973
- Susceptibilité et humilité de Saint Paul dans sa seconde lettre aux Corinthiens, Franciscan Publishing Press, 1981[11]
- Six Arabic Translations of the Psalms: Problems of Exegesis and Philology, 1984[12]
- Notes sur quelques versets de psaumes, Estratto da Lateranum, 1985
- Le salut individuel dans les psaumes, Urbaniana University Press[13]